# Macario Schettino
Macario Schettino Yáñez (n. Orizaba, Veracruz; 9 de febrero de 1963) es un ingeniero químico, economista, escritor, analista político, catedrático de universidad,  columnista mexicano. Habla y escribe sobre los sucesos de México combinando una perspectiva social, política y económica

## Biografía
Él estudió y obtuvo su licenciatura en ingeniería química y de sistemas en el Instituto Tecnológico y de Estudios Superiores de Monterrey (ITESM) entre 1981 y 1985. Estudió y obtuvo su maestría en economía en el Centro de Investigación y Docencia Económicas (CIDE) entre 1986 y 1988. Finalmente, estudió y obtuvo su doctorado en administración en la Universidad de Texas en Austin (UT Austin) entre 1991 y 1993. Cuenta con estudios de doctorado en Historia en la Universidad Iberoamericana.
Schettino ha publicado libros, artículos académicos así como piezas para medios de comunicación populares. Con Editorial Océano, Editorial Taurus y Pearson Education también ha publicado libros de texto. 
El libro Cien años de confusión. México en el siglo XX ganó el Premio Guillermo Roussett Banda de la Universidad Autónoma de Ciudad Juárez en 2008.
Ha sido conferencista en varias partes de México y en el extranjero en universidades y organizaciones empresariales.
Fue articulista del diario El Universal, donde fue director de Negocios y Coordinador de Planeación; y, actualmente, del periódico El Financiero, donde escribe la columna «Fuera de la caja».
Desde el 15 de abril de 2008 participa en el programa Dinero y Poder, conducido por Ezra Shabot y transmitido por Canal Once. Fue colaborador semanal en el segmento «En la opinión de…» en el El Noticiero con Joaquín López-Dóriga de Televisa. También ha colaborado en otros programas como, Hoy por Hoy y Televisa Radio, trabajando con otras personalidades como Carlos Loret de Mola.
Ha sido Coordinador General de Planeación en el gobierno del Distrito Federal, y asesor y consultor para asociaciones empresariales, partidos políticos y órdenes de gobierno. 
Schettino es profesor investigador en la Escuela de Gobierno y Transformación Pública del Tecnológico de Monterrey. Imparte cursos tanto a nivel licenciatura como en maestría. Sus temas doctrinales están basados en política, economía e historia mexicana. Fue miembro del Sistema Nacional de Investigadores, Nivel 1.

## Obras publicadas
- Para Reconstruir México (1996)
- Propuestas para elegir un futuro (1999)
- Introducción a las Ciencias Sociales y Económicas (2001)
- Paisajes del Nuevo Régimen (2002)
- Introducción a la Economía (2003)
- Sociedad Economía y Estado (2003)
- Introducción un la Economía para ningún Economistas (2003)
- Introducción un las Ciencias Sociales (2005)
- Introducción a las ciencias sociales. Un enfoque constructivista (2006)
- Cien años de confusión: México en el siglo XX (2007)
- Estructura socioeconómica de México. Un enfoque constructivista (2008)
- Estructura Socioeconómica de México (2011)
- Economía en un día (2015)
- México en el precipicio (2022)
- El Dinosaurio Disfrazado: De Opositor A Demagogo (2023)